# Ernst-Thälmann-Plakette
Die Ernst-Thälmann-Plakette war in der Deutschen Demokratischen Republik (DDR) eine nichtstaatliche Auszeichnung der Freien Deutschen Jugend (FDJ), welche 1955 von der FDJ-Gebietsleitung in Wismar für vorbildliche Arbeit gestiftet wurde.

## Aussehen
Das vergoldete Abzeichen ist 36 mm groß und zeigt eine wehende Fahne mit blauen glatten Grund, in dessen Mitte auf einem runden Medaillon das Bildnis von Ernst Thälmann zu sehen ist. Der untere Fahnenrand zeigt das rote Schriftband UNSER VORBILD. Die Rückseite zeigt dagegen eine querverlötete Nadel mit Gegenhaken sowie eine eingestanzte Verleihungsnummer.